# Ричберг-Хорнсби, Леда
Леда Ричберг-Хорнсби (англ. Leda Richberg-Hornsby, ноябрь 1886, Чикаго — 25 августа 1939, Чикаго) — американская лётчица и суфражистка. Она была первой женщиной-выпускницей лётной школы Райт в Дейтоне, штат Огайо, и восьмой женщиной в Соединённых Штатах Америки, получившей лицензию пилота.

## Ранние годы
Леда Ричберг-Хорнсби родилась в ноябре 1886 года в Чикаго, младшая из троих детей, в семье Элоизы Оливии Ричберг (урождённой Рэндалл) и Джона Карла Ричберга. Её мать была врачом, профессором, писательницей и суфражисткой. Её бабушка по материнской линии, Маренда Бриггс Рэндалл, также была врачом и суфражисткой. Отец Леды был юристом, который также четыре года занимал пост президента Чикагского совета по образованию; его администрация установила равную оплату труда женщин-педагогов и запретила чтение Библии в школах. Старший брат Ричберг-Хорнсби, Дональд Рэндалл Ричберг, был юристом и членом администрации Франклина Д. Рузвельта.
Ричберг-Хорнсби получила раннее образование в Castle School в Тарритауне, штат Нью-Йорк. Следуя по стопам матери и бабушки, она три года училась в медицинской школе, но так и не получила диплома. В мае 1912 года во время поездки в Расин, штат Висконсин, она познакомилась с Хьюбертом Приммом Хорнсби, за которого вышла замуж 23 числа того же месяца, к удивлению своей семьи. Брак оказался неудачным, и вскоре они расстались. 1 февраля 1915 года она добилась развода на основании того, что муж сам ушёл от неё, хотя тот формально отрицал обвинения.

## Карьера в авиации
Примерно в 1913 году Ричберг-Хорнсби увлеклась полётами. Она начала учиться у Макса Лилли, когда жила с родителями в Чикаго. После смерти Лилли в сентябре 1913 года она поступила в лётную школу Райт в Дейтоне, где изучала как пилотирование, так и строительство самолётов. В марте 1914 года она стала первой женщиной-выпускницей школы. В июне того же года она сдала экзамен на получение лицензии под руководством Орвилла Райта (который описал её выступление как «Самый красивый полёт, который я когда-либо видел у новичка»), а 24 июня она получила лицензию № 301 от Аэроклуба Америки.
В начале своей карьеры Ричберг-Хорнсби совершала показательные полёты на аэродроме Cicero Aviation Field за пределами Чикаго. Всё лето 1915 года она летала на авиаполе Минеола в штате Нью-Йорк. Когда той осенью этот аэродром перешёл к правительству, она перебралась на Статен-Айленд, где занималась до конца 1916 года.
3 ноября 1916 года во время показательного полёта в Мидленд-Бич Леда попала в аварию, когда её биплан упал с пятидесяти футов (около 15 метров). Она смогла спастись, удерживая биплан на одном уровне и совершив прыжок с парашютом. Примечательно, что единственными повреждениями были сломанная балка возле двигателя и порез руки. Несчастье, казалось, не смутило её. В интервью десять дней спустя она объяснила:

Я думала, летя вниз: «Ну, всё-таки эта земля не такое уж приятное место. Возможно, следующее будет лучше. Может быть, следующего и не будет: я узнаю через минуту». Потом мы ударились, Милая и я. Милая — это биплан. А потом мы взяли себя в руки и готовы к следующему полёту в любое время.
Оригинальный текст (англ.)I thought as I came down: "Well, this earth isn't such a pleasant place, anyhow. Maybe the next one will be better. Maybe there isn't any next one: I'll know in a minute." Then we struck, Sweetheart and I. Sweetheart is the biplane. And then we picked ourselves up, and are ready for the next flight any time.
— 
2 декабря 1916 года Ричберг-Хорнсби участвовала в рекламном трюке Национальной американской ассоциации избирательного права женщин (NAWSA). План, разработанный Кэрри Чапмен Кэтт, заключался в том, чтобы Ричберг-Хорнсби пролетела на своём биплане над яхтой президента Вудро Вильсона «Мэйфлауэр», когда она спускалась по реке Гудзон к острову Либерти для празднования первого освещения Статуи Свободы. Оказавшись над яхтой, она должна была «бомбить» президента петициями от избирателей-женщин с запада Соединённых Штатов (демографическая группа, которая в значительной степени благоприятствовала Уилсону на недавних выборах 1916 года). Её сопровождала Ида Блэр: социальный работник, бизнес-леди и лидер общества NAWSA, которая позже основала Демократический союз женщин. Биплан был украшен жёлтыми, белыми и синими вымпелами, цветами избирательной кампании, и транспарантом с надписью «Женщины тоже хотят свободы». Однако, прежде чем она смогла добраться до яхты президента, сильный ветер вынудил Ричберг-Хорнсби совершить аварийную посадку в болоте Стейтен-Айленда. По сообщению New York Sun, у биплана было «сломано крыло», хотя Ричберг-Хорнсби и Блэр получили лишь «несколько обычных ударов».
Примерно в то же время Ричберг-Хорнсби объявила о своём намерении полететь в Палм-Бич, штат Флорида, в надежде побить американский рекорд дальности полета, который тогда принадлежал Рут Лоу. По её словам, в Палм-Бич она откроет лётную школу для женщин, в которой будут обучать военному наблюдению. Ни один из этих планов не был реализован.

## Первая мировая война и послевоенное время
В ноябре 1916 года Ричберг-Хорнсби получила звание лейтенанта в Корпусе авиационного резерва США, организованном Альбертом Бондом Ламбертом. Впоследствии она пыталась присоединиться к лётному корпусу США во Франции, но французское правительство отказалось принять женщину. Вторая попытка, предпринятая после вступления США в войну, натолкнулась на тот же ответ.
В 1917 году Леда была одной из «безмолвных стражей», пикетировавших Белый дом при организации Национальной женской партии, а 14 ноября она была среди тридцати трёх женщин, арестованных и заключённых в работный дом Оккокан в Виргинии. Многие из этих женщин подверглись жестокому обращению, а двадцать две, включая Хорнсби, объявили голодовку. 27 ноября она была освобождена вместе с ещё двадцатью одной участницей голодовки, до отбытия тридцатидневного срока.
Примерно в это же время она заинтересовалась условиями женского труда. Летом 1919 года она работала в Женской земельной армии Америки шофёром у некоторых «фермеретт» в Колд-Спринг-Харбор. Сообщается, что она была удивлена, когда в офисе армии на Манхэттене её спросили, «умеет ли она водить «машину»». В том же интервью она выразила намерение осенью вернуться в медицинскую школу, чтобы получить степень.
В конце концов Ричберг-Хорнсби вернулась в Чикаго, где 25 августа 1939 года умерла от сердечной недостаточности.

## В популярной культуре
Ричберг-Хорнсби является героиней одноактной оперы под названием «Аледа, или Полёт женщин-сухопутных птиц», посвященной её попытке «взорвать» яхту президента Вильсона. Опера была заказана Musicians of Ma’alwyck, группой камерной музыки из северной части штата Нью-Йорк. Музыка и либретто были написаны композитором Максом Капланом, который учился в Юнион-колледже. Премьера оперы состоялась 8 июня 2018 года в Гленвилле, штат Нью-Йорк.